# Chevrolet Suburban
Chevrolet Suburban es una todoterreno del segmento F de la compañía Chevrolet. El modelo es el más antiguo que continúa en producción, ya que data de 1934. Anteriormente, el modelo se denominaba GMC Suburban. La Suburban ha sido producido por Chevrolet, Holden y GMC, hasta que la versión de GMC fuera renombrada al actual GMC Yukon XL.

## Historia
El vehículo era totalmente de acero con capacidad para 8 personas. Fue construido para transporte de pasajeros o -removiendo fácilmente algunos asientos- como una camioneta de gran capacidad para cargar mercadería o equipaje. En la versión moderna de 1996 cabían 9 pasajeros y el vehículo podía remolcar 10 000 libras de peso cuando estaba apropiadamente equipado. Se han introducido dos nuevos motores Vortec -el nuevo 5700 y el nuevo 7400 V8- que ofrecen más caballos y más par motor que sus predecesores. También había disponible un motor V8 un 6.5 litros turbodiésel en todos los modelos de 1996.

### Cronología del Suburban
Muchas modificaciones se introdujeron a lo largo de los años.

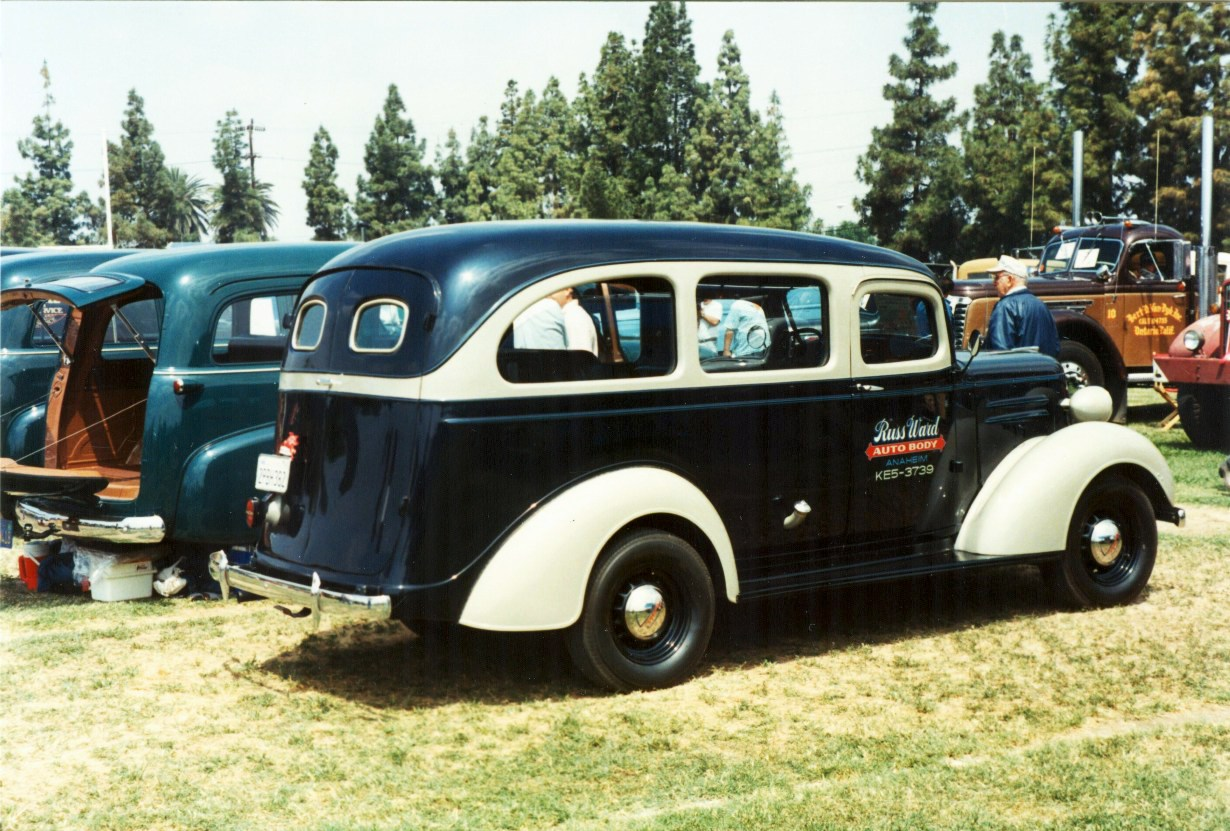
1937 Chevrolet Carryall Suburban, basada en las camionetas de media tonelada del mismo año

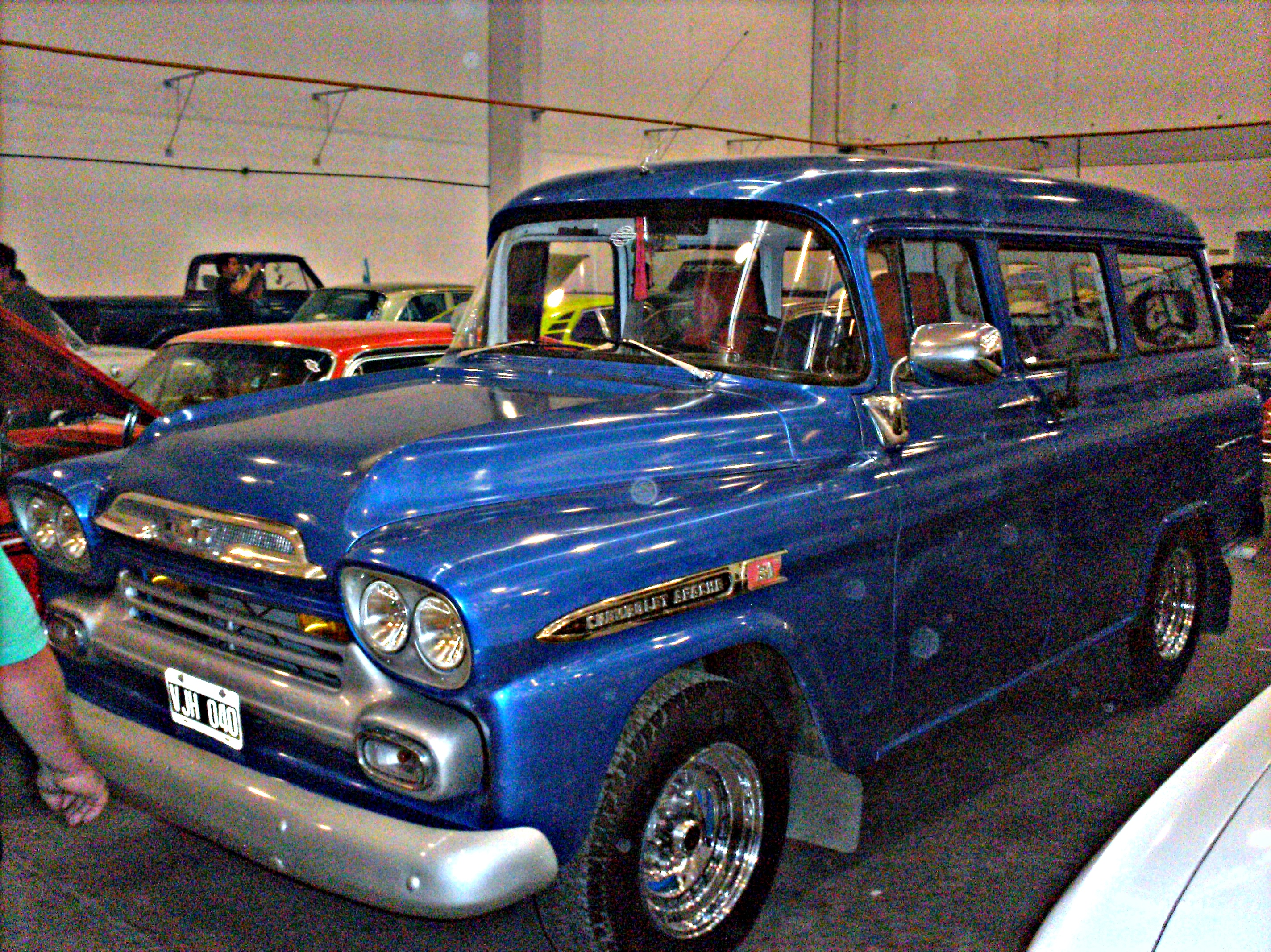
Edición doble cabina cerrada, llamada Apache 31

- En 1937 hubo drásticos cambios en las Series GC Carryall Suburban con una mejor calidad de rodaje. Durante los años de la Segunda Guerra Mundial (1943 - 45) el Suburban Carryall era común en las bases Navales y de la Armada. Tenía parachoques militares y pesaba 3.625 libras.
- En 1948 dejaron de estar disponibles las puertas traseras y las ventanas laterales eran del tipo deslizable. Para 1963 el Suburban Carryall estaba disponible en tracción de 2 y 4 ruedas.
- 1967: el vehículo tenía 1 sola puerta a la izquierda y 2 a la derecha. Una serie de ambulancias se fabricaron usando como base este modelo. También el Ejército de Chile, usó este vehículo, pero chasis GMC lo usó hasta de Vehículo de Pompas Fúnebres en 1970, para llevar los restos del General René Schneider Chereau a la Catedral Metropolitana.
- 1982: este Suburban venía con un nuevo motor 6.2 litros y una transmisión automática de 4 velocidades con sobremarcha.
- 1988: se le agregó la nueva designación R/V y 4 nuevos colores. A todo lo anterior, se le suma una modificación siendo usada por Canal 13 de Chile para unidad móvil de su Departamento de Prensa, incorporándose una antena para transmitir en vivo desde la calle. En 1989 y 1990, este vehículo es puesto en una foto para la presentación de su noticiero Teletrece tanto en los Avances y Extras, como en su Edición Central y hasta uno de sus reporteros despachó desde el Palacio de La Moneda, al lado de dicho vehículo durante una cobertura de las Elecciones Presidenciales 1989. A todo lo anterior, una imagen en movimiento de dicho vehículo, aparece en promocionales del mismo noticiero hasta 1992.
- 1991: en las series 220 se introdujeron mejoras en el arranque del motor, se incrementó la calidad de una nueva transmisión, la confiabilidad y el rendimiento.
- 1992: se presentó una nueva generación de modelos que compartían la apariencia exterior y la plataforma con la C/K Pickup. Se introdujeron los frenos con sistema ABS y el Insta-Trac (caja automatizada de transferencia) en los modelos de tracción total. También se agregó un sistema de suspensión modificada C/K.
- 1993: se introdujo una transmisión electrónica en el 4L60-E.
- 1994: debutó el 6.5 litros Turbodiésel.
- 1995: el interior se presentó totalmente nuevo con el agregado de un airbag para el conductor.

Numerosos premios cuenta la brillante trayectoria de este vehículo que según Perkins permitió que el versátil Chevrolet dominara el segmento de las camionetas-wagon. La versión de 1996, con rasgos suaves, atractiva y asediada, seguirá sacudiendo a sus rivales.

## Décima generación (2006-2014)

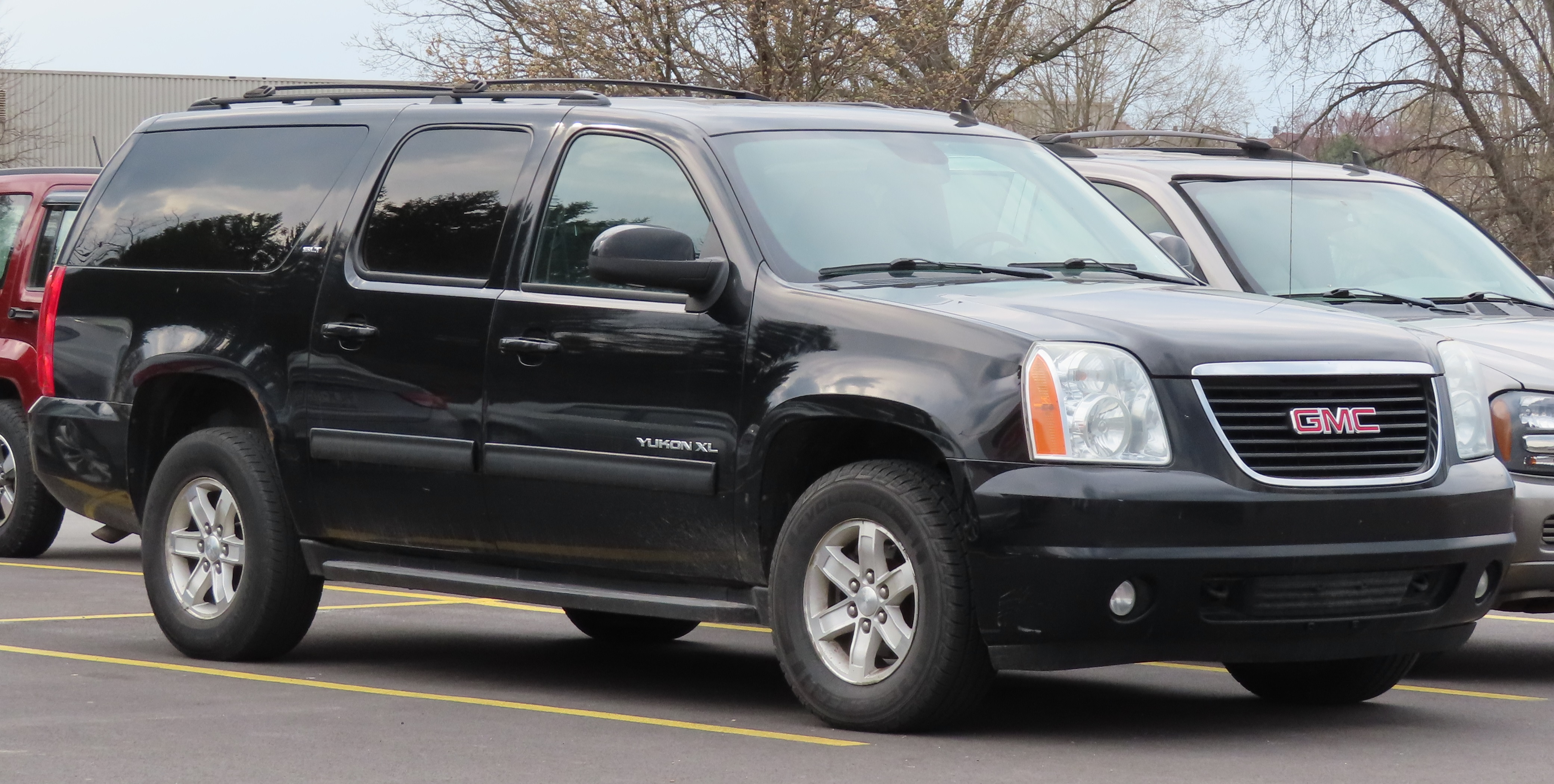
2010 GMC Yukon XL

El suburban y el Yukon XL del año modelo 2007 se dieron a conocer en el Salón del Automóvil de Los Ángeles 2006 en enero. La producción del rediseñado GMT900 Suburban y Yukon XL comenzó en Janesville ensamblaje y Silao ensanblaje en enero de 2006 (Suburban) abril de 2006 (Yukon XL), con los vehículos llegando a los concesionarios en abril.

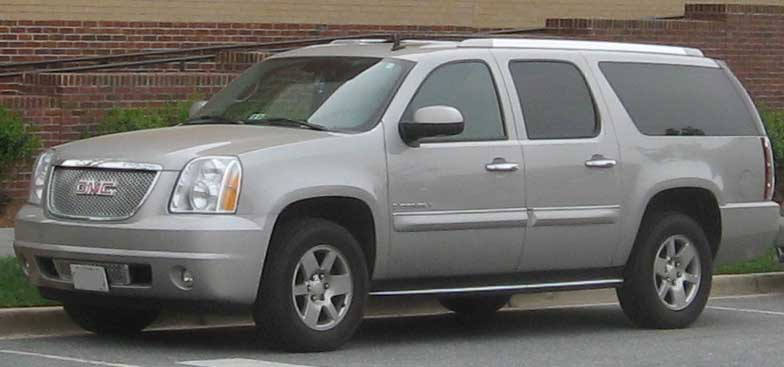
GMC Yukon Denali XL

Los nuevos modelos fueron rediseñados con un estilo más moderno y menos cuadrado, ya visto en el 2007 Tahoes and Yukons. El exterior presenta una forma más aerodinámica, hecha en parte por un ángulo de parabrisas inclinado.

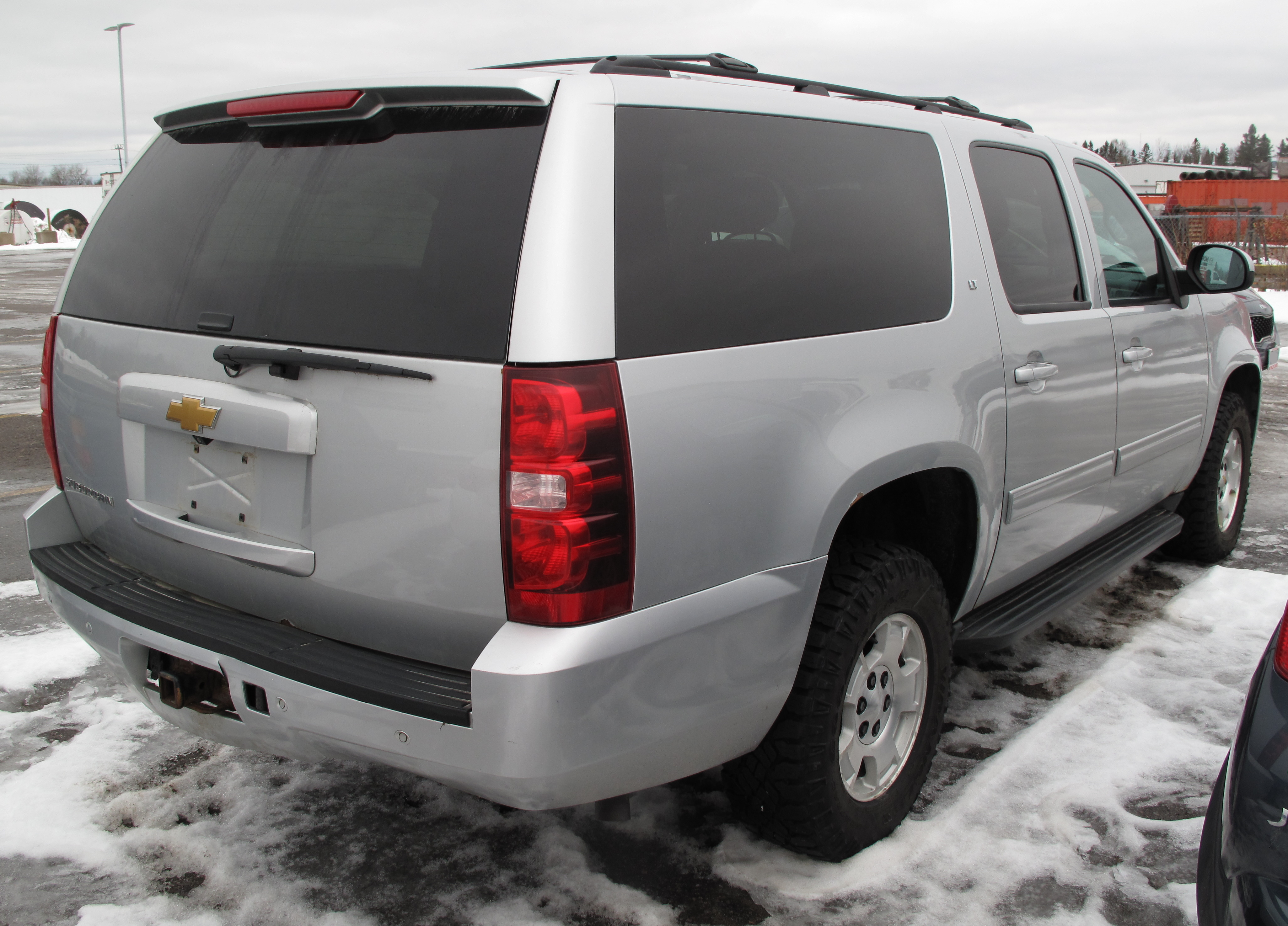
Chevrolet Suburban LT

El interior tiene un salpicadero rediseñado y asientos mejorados. Todavía conserva su disponibilidad de asientos para 9 pasajeros, que está disponible solo en los modelos LS y SLE. Los modelos LT2 y LT3 tienen asientos de cuero y asientos disponibles para 6, 7 y 8 pasajeros. Un paquete Z71 estaba disponible en los modelos LT2 y LT3 que incluye asientos de cuero de dos tonos. Todos los Suburban construidos en México, incluidos los modelos de 9 asientos, ofrecen los asientos especiales de cuero de dos tonos utilizados por el Z71. El Suburban LTZ viene de serie con un reproductor de DVD y una radio con pantalla táctil mejorada con navegación GPS.
Para el año modelo 2010, en el que U.S. News & World Report lo clasificó como el SUV grande asequible número uno, el Suburban agregó un paquete interior prémium que incluye control de clima de tres zonas y características prácticas como Bluetooth y controles de audio traseros. Además, las radios que son estándar en todas las versiones de 2010 tienen un puerto USB, lo que permite reproducir música desde dispositivos auxiliares a través de la radio, así como cargar otros dispositivos electrónicos pequeños. La alerta de zona ciega lateral se convirtió en una opción en LT y estándar en LTZ. El motor de 6.0 litros en los modelos 2010 también será capaz de combustible flexible. Los cambios menores en la parte delantera, incluido un parachoques delantero ligeramente elevado y bolsas de aire laterales para el torso, también se hicieron estándar para 2010.
En febrero de 2010, Chevrolet presentó una edición del 75 aniversario del Suburban, que tenía el acabado LTZ con pintura exterior tricoat de diamante blanco e interior de cachemira, junto con llantas estándar revestidas de cromo de 20 pulgadas, rieles de techo revisados, radio de navegación integrada, radio satelital XM, conectividad telefónica Bluetooth, cámara de visión trasera, asistencia de estacionamiento trasera, arranque remoto, pedales ajustables y tapicería de cuero con asientos delanteros con calefacción / refrigeración. Chevrolet dice que la edición de aniversario estará limitada a 2,570 unidades debido a la cantidad de pintura de diamante blanco que GM puede adquirir.
Los motores de 5.3 L y 6.0 L se mantuvieron, y se agregó un nuevo Vortec V8 de 6.2 L de 403 caballos de fuerza (301 kW) para el Yukon XL Denali. El motor de 8.1 L fue abandonado.
Para el año modelo 2011, el Suburban agregará tres nuevos colores exteriores a la línea: Mocha Steel Metallic, Green Steel Metallic y Ice Blue Metallic. Las versiones también recibirán una modificación actualizada, con el sistema de audio trasero, Bluetooth, consola de piso / área de almacenamiento, interior de grano de madera, rieles de portaequipajes, manijas de puertas / tapas de espejos exteriores del color de la carrocería y asientos delanteros de cubo de tela prémium ahora estándar en el acabado 1LS, y ganchos de recuperación cromados, estuche de transferencia de dos velocidades y llantas cromadas de 20 pulgadas estándar en sus modelos 1LZ 4WD. Además, el paquete de remolque contará con el controlador de freno del remolque como estándar en todas las versiones.
Para el año modelo 2012, el control de balanceo del remolque y el Asistente de arranque en pendiente se convierten en estándar en todas las versiones, mientras que el acabado LTZ agregó un volante con calefacción como estándar.  Además, las opciones LT1/2 para las opciones Suburban y SLE1/2 y SLT1/2 en el Yukon XL se suspendieron, dejando al Suburban con solo un acabado LS, LT y LTZ y al Yukon XL con un acabado SLE y SLT. En 2012, GMC celebró su 100 aniversario lanzando una edición especial de su Yukon XL, que ofrece un paquete de acabado Heritage Edition.  Este fue el último año en que se ofrecerían tres colores, Graystone Metallic, Gold Mist Metallic y Blue Topaz Metallic, junto con los neumáticos P265/65R18 de pared negra para todas las estaciones.
Para el año modelo 2013, se ofrecieron dos nuevos colores: Champagne Silver Metallic y Blue Ray Metallic (cargo extra). También es nuevo el frenado de grado del tren motriz, modo normal. El modelo 2013 llegó a los concesionarios Chevrolet en junio de 2012. 
Para el año modelo 2014, los pedales ajustables eléctricamente, el sistema de arranque remoto del vehículo y la asistencia de estacionamiento trasero junto con la cámara de visión trasera y el espejo interior con pantalla de cámara se convirtieron en estándar en los acabados Suburban LS. Concord Metallic (que se suponía que estaba disponible para el MY 2013) se agregó a las ofertas de color Suburban para los modelos 2014.  Para el Yukon XL, un paquete de conveniencia se convirtió en estándar en sus modelos SLE, junto con un nuevo color, Deep Indigo Metallic.  En febrero de 2014, the Suburban quedó en segundo lugar detrás del Tahoe entre los SUV grandes asequibles mejor clasificados por U.S News & World Report.  Esto sería seguido por ser reconocido como ganador de un premio en la categoría de SUV grande por JD Power and Associates en julio de 2014. 
La capacidad de remolque del modelo de tres cuartos de tonelada es de 9,600 lb (4,400 kg), siendo uno de los mejores de cualquier SUV 4x4 e inigualable por cualquier otro SUV. La capacidad de remolque de la Suburban 2500 fue inigualable, pero también indiscutible debido a la interrupción de la Ford Excursion en 2006. El modelo de tres cuartos de tonelada también tiene un GCVW de 16,000 lb (7,300 kg).
El 2500 Suburban se obtuvo originalmente de Silao, México, de 2007 a 2008, pero se trasladó a la planta de ensamblaje de Arlington, Texas, para el año modelo 2009, donde la producción de todos los SUV de tamaño completo de GM se consolidó después del cierre de la planta de Janesville. 
GM descontinuó las versiones 2500 3/4 Ton de los modelos Suburban y Yukon XL después del año modelo 2013.

## Undécima generación (2015-2020)

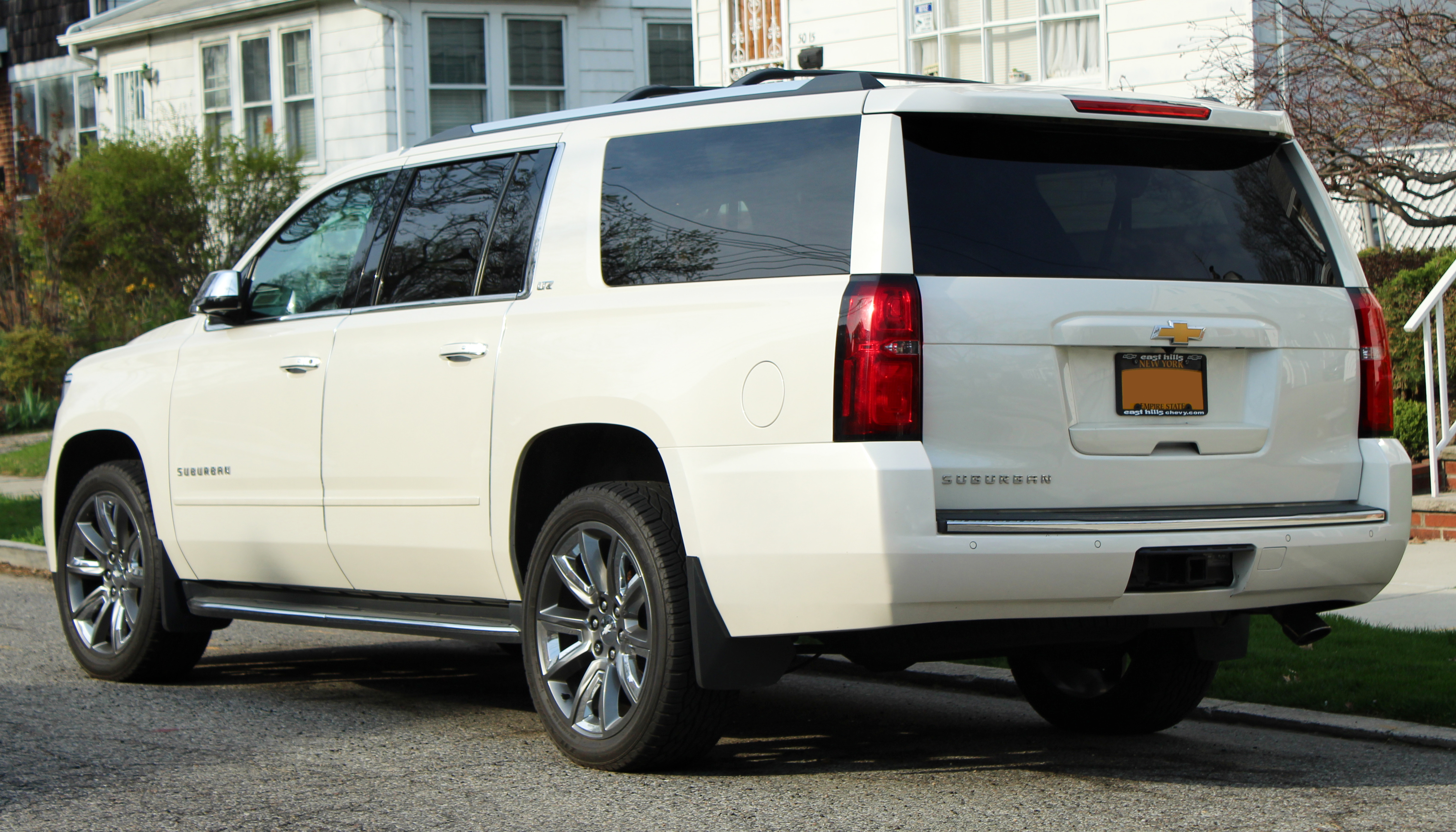
Vista Trasera del Chevrolet Suburban.

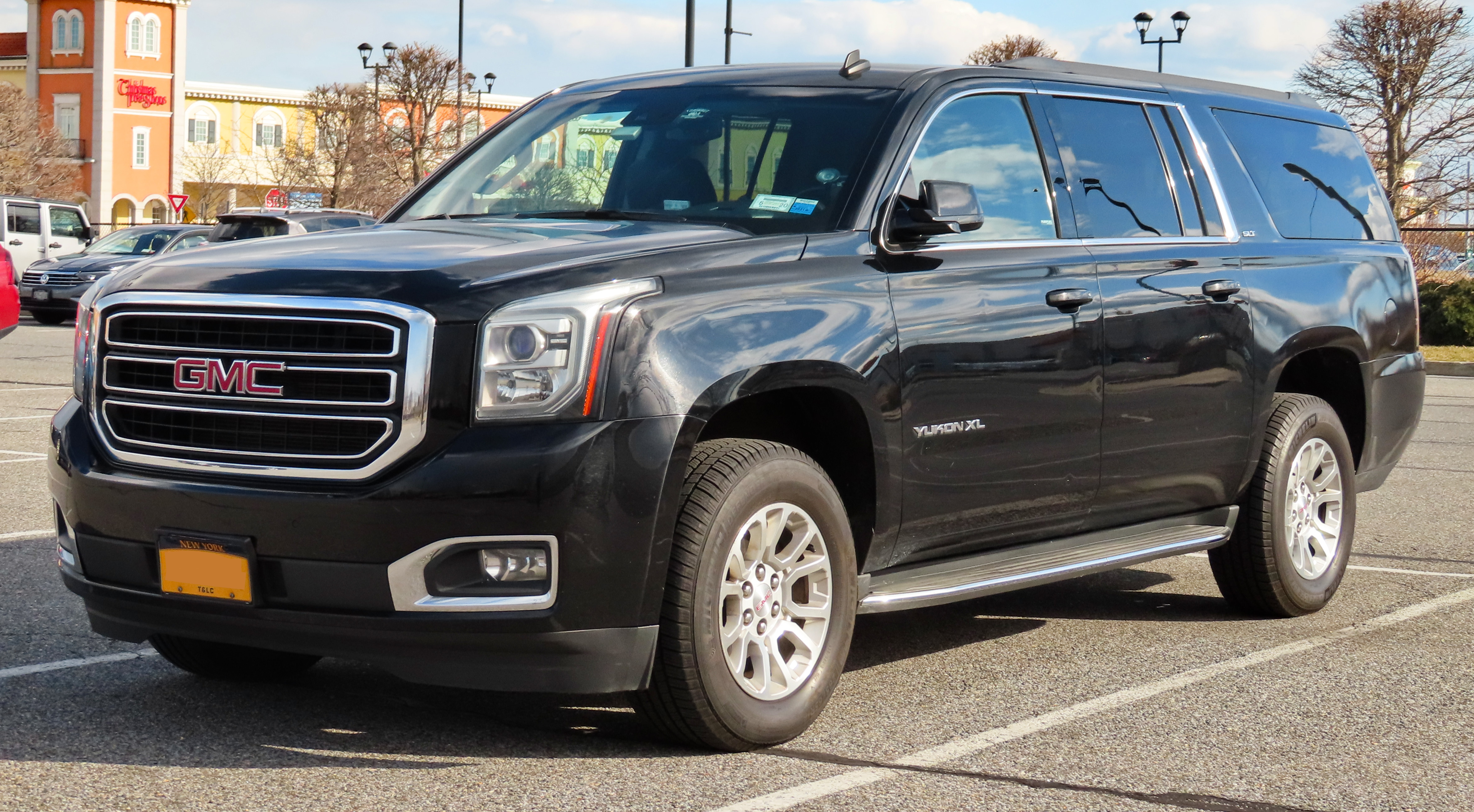
2015 GMC Yukon XL SLT.

La undécima generación de Chevrolet Suburban, GMC Yukon XL y Yukon Denali XL se presentaron al público el 12 de septiembre de 2013, y GM presentó los vehículos en diferentes lugares (The Suburban en Nueva York, Yukon XL en Los Ángeles) en esa fecha. Ambos vehículos se basan en la plataforma GMT K2XX y llevaban números de serie designados únicos, identificados por la plataforma (K2), la marca (YC para Chevrolet, YG para GMC), el tren motriz (C para 2WD; K para 4WD), tonelaje (15 para media tonelada, 25 para 3/4 toneladas, 35 para 1 tonelada), distancia entre ejes (7 para corto, 9 para largo) y 06 para SUV, lo que significa que un K2YC-K-15-9-06 se identificaría como un Chevrolet Suburban 1500 4WD. El Suburban y el Yukon XL salieron a la venta en febrero de 2014 como un modelo 2015, con los vehículos construidos exclusivamente en Arlington, Texas.

### Detalles de producción
Los recientemente rediseñados Suburban y Yukon XL se exhibieron al público por primera vez el 27 de septiembre de 2013, en la Feria Estatal de Texas.   Este movimiento se produce inmediatamente después del 80 aniversario de la primera producción del Suburban en 1934.

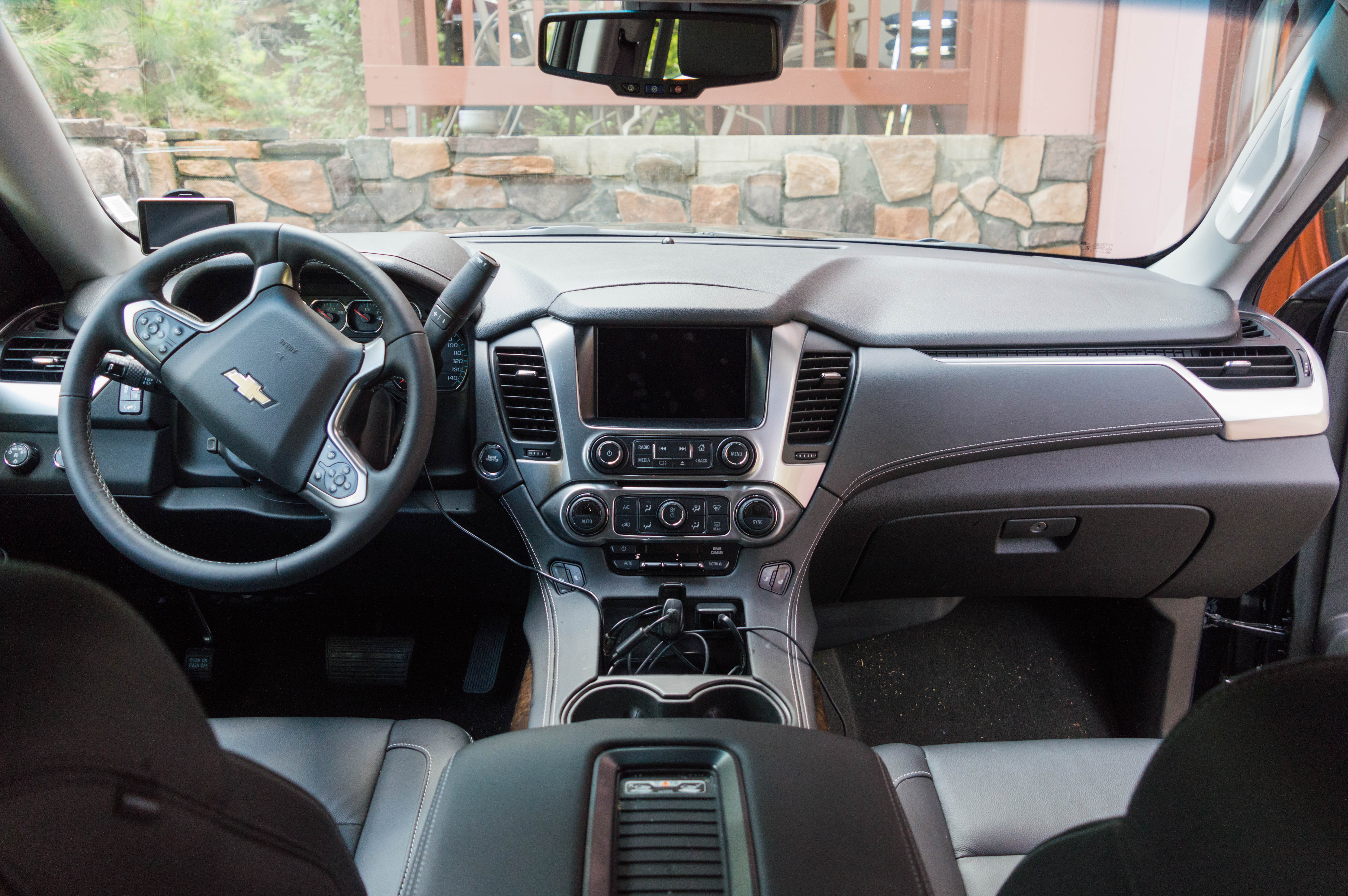
Chervrolet Suburban interior.

Los diseños y conceptos fueron creados por el gerente de diseño exterior de GM, Chip Thole (antes de su transferencia al estudio de diseño Buick de GM en 2013), quien le dijo a Truck Trend: "Empiezo con lo que la intuición me dice sobre el mercado y hago que el equipo lo haga. Miras las tendencias en torno a la industria (moda, cultura, lo que la gente está comprando, lo que dicen que quieren ahora) y lo proyectas en el futuro. La parte divertida es poner esas ideas en papel e ir a partir de ahí". Luego agregó: "Queríamos tomar lo bueno de los vehículos de hoy, adelantarlos y hacerlos nuevos y diferentes con esa chispa de frescura que la gente reconoce, sin hacerlos efectistas o exagerados". Thole también desafió a su equipo de diseño a ayudar a aportar ideas a los SUV, lo que llevó a los faros divididos y una sensación más gráfica para el diseño Suburban, mientras que se agregó un aspecto más industrial pero esculpido al Yukon XL para darle una identidad única propia.
La producción en el Suburban y Tahoe comenzó en diciembre de 2013 con los primeros SUV completados que se utilizaron para fines de prueba.  GM comenzó oficialmente a enviar los vehículos a los concesionarios el 5 de febrero de 2014.  Se estima que se necesitan de 8 a 10 semanas para ensamblar los SUV, excepto por las actualizaciones en los ajustes de nivel y la programación de destino.

### Características
Las fascias delanteras del Chevy Suburban y GMC Yukon XL son distintas, pero desde la base de los pilares A traseros, comparten la mayoría de las mismas señales de estilo. Esto ahora incluye puertas con incrustaciones que se meten en los umbrales de las puertas, en lugar de sobre ellos, mejorando la aerodinámica, la economía de combustible y disminuyendo el ruido interior. Los capós y los paneles de la puerta elevadora están hechos de aluminio para reducir el peso del vehículo, y las escobillas del limpiaparabrisas que se encontraban en la puerta de la puerta elevadora se trasladaron al alerón trasero ubicado en la parte superior de la ventana de la puerta elevadora trasera. También se nota la longitud del SUV, que se expande de 222.4 a 224.4 pulgadas (5,649 a 5,700 mm) (la longitud del Yukon XL es más corta a 224.3 pulgadas (5,697 mm)) y su ancho de 79.1 a 80.5 pulgadas (2,009 a 2,045 mm), mientras que la altura disminuye de 76.8 a 74.4 pulgadas (1,951 a 1,890 mm), lo que permite que el vehículo se vuelva ligeramente más delgado, un poco más ancho, más aerodinámico y más espacioso.
Un tren motriz EcoTec3 V8 de inyección directa más eficiente (5.3 para el Suburban, 6.2 para Yukon XL / Yukon Denali XL) junto con una aerodinámica mejorada, ayudó a los SUV a ofrecer una mayor economía de combustible estimada en carretera y mejorar sus estimaciones de economía de combustible a 16 mpg (ciudad), 23 mpg (carretera) y 18 mpg (combinado) para 2WD, y 15 mpg (ciudad), 22 mpg (carretera), y 18 mpg (combinado) para 4WD. El aumento de la economía de combustible también llevó al Suburban/Yukon XL al primer lugar entre los SUV grandes con los números de clasificación de economía de combustible más eficientes para este segmento.  Sin embargo, cuando Motor Trend (que colocó al Suburban 2015 en la portada de su edición de junio de 2014) hizo una revisión de prueba en carretera en los SUV, estimó que el MPG 4WD en el Suburban LTZ era ligeramente mejor en alrededor de 15.2 mpg en ciudad y 22.3 mpg en carretera, mientras que el 4WD Yukon Denali XL, cuya economía de combustible (MPG) está clasificada en 14 mpg en ciudad y 20 mpg en carretera, se estimó más bajo en 12.4 mpg ciudad y 19.2 mpg carretera. 
Al igual que la versión 2007-14, tanto la Suburban como la Yukon XL no comparten una sola pieza de chapa o elemento de iluminación con las camionetas pick-up de tamaño completo de la marca (GMC Sierra y Chevy Silverado), y las parrillas delanteras de ambos vehículos están ligeramente alteradas para darle su propia identidad. Los faros delanteros cuentan con faros de haz de proyector que flanquean la parrilla de doble puerto de la firma Chevrolet, cromada en todos los modelos, que se extiende hacia los guardabarros delanteros, mientras que los acabados Tahoe, Suburban LTZ, Yukon y Yukon XL Denali cuentan con faros de descarga de alta intensidad con haz de proyector y luces diurnas de diodo emisor de luz. El Yukon y el Yukon XL también cuentan con faros halógenos de haz de proyector en todos los acabados SLE y SLT. Las características de seguridad mejoradas incluyeron una detección de radar de 360 grados para evitar choques y protección de los ocupantes y un sistema antirrobo de alta tecnología que ahora incluye sensores verticales e interiores, vidrios y ventanas que rompen, una alarma de activación y un dispositivo de apagado que evita que el vehículo se mueva. Se espera que este último aborde los problemas relacionados con los constantes robos de los vehículos, especialmente con los asientos extraíbles de la generación anterior y los artículos dejados en el espacio de carga, que se ha convertido en un objetivo para los ladrones de automóviles que ven los asientos de la tercera fila como valiosos en el mercado negro.  Según el jefe de Seguridad Global de Vehículos de General Motors, Bill Biondo, "Hemos diseñado un enfoque en capas para la seguridad del vehículo", y agregó que "Con las nuevas características estándar y el paquete de protección contra robos disponible, estamos haciendo que los vehículos sean un objetivo menos atractivo para los ladrones y más seguros para nuestros clientes". 
También es nueva la adición de asientos plegables de segunda y tercera fila (reemplazando los asientos extraíbles de la tercera fila antes mencionados), que ahora es una característica estándar, pero puede equiparse con una función opcional de plegado eléctrico para los acabados mejorados, y dos pulgadas adicionales de espacio para las piernas para los pasajeros de la segunda fila. La radio HD se convirtió en una característica estándar en todos los acabados. Múltiples puertos USB y tomas de corriente ahora están repartidos por sus interiores, incluida una toma de tres clavijas de 120 V tanto en Suburban como en Yukon XL, con el Suburban agregando una radio de pantalla táctil a color de ocho pulgadas disponible con conectividad MyLink de próxima generación junto con un sistema de entretenimiento disponible en el asiento trasero con pantallas duales y reproductor de DVD Blu-ray, mientras que el Yukon XL agrega una radio estándar de pantalla táctil a color de ocho pulgadas de diagonal con IntelliLink mejorado y disponible navegación. Un sistema de acceso WiFi 4G LTE, junto con Siri Eyes Free y alertas de mensajes de texto, se incluyó en todos los vehículos que cuentan con el dispositivo OnStar alrededor del segundo trimestre de 2014.

### Actualización de mitad de año de 2015
El Suburban agregó una función de puerta elevadora eléctrica manos libres que es estándar en el LTZ pero que se incluye en el LT con el paquete de lujo opcional. Las funciones adicionales de 4G LTE WiFi y Siri se convirtieron en estándar en los acabados LT y LTZ, mientras que la función MyLink con navegación se actualizó de opcional a estándar en el acabado LTZ. La función de capacidad E85 se elimina de los pedidos minoristas. 
El motor V8 EcoTec3 de 6.2 litros del Yukon XL se actualizó con la nueva transmisión automática de ocho velocidades 8L90E para el año modelo provisional, lo que le permite mejorar la economía de combustible.  El Yukon XL Denali, sin embargo, vio su MSRP aumentado en $ 1,300 en parte debido a las características cargadas. 
Todos los SUV de tamaño completo de GM recibieron una antena shark fin pintada del color de la carrocería como parte de la actualización de mitad de año de 2015.
Esta actualización a menudo se conoce como 2015i, "i" para el código de procesamiento provisional.

### 2016
Para el año modelo 2016 (que comenzó a venderse en julio de 2015), el Chevrolet Suburban recibió más cambios mejorados y nuevas características que incluían pedales ajustables eléctricamente, alerta de colisión frontal, faros IntelliBeam, asistencia de mantenimiento de carril y un asiento de alerta de seguridad como parte del paquete de alerta de conductor mejorado recientemente introducido como una opción disponible en el acabado LS. Se eliminó la consola del piso interior con lector de tarjetas SD de área de almacenamiento, mientras que se introdujo un nuevo sistema integrado de audio AM / FM con capacidades Sirius XM, HD Radio y CD / MP3 como una característica estándar en todas las versiones; la función MyLink de 8 pulgadas se amplió al acabado LS y se convirtió en estándar (reemplazando la pantalla de 4 pulgadas), aunque la función de navegación permanece como una opción en LT y estándar en LTZ. Se agregó un nuevo escudo de puerta elevadora al paquete de protección contra robos, junto con la nueva asistencia de mantenimiento de carril que reemplazó la advertencia de salida de carril. Los tanques de llenado de combustible sin tapa se convirtieron en estándar en todas las versiones. Siren Red Tintcoat y Iridescent Pearl Tricoat se convirtieron en los nuevos adornos de color, reemplazando a Crystal Red Tintcoat y White Diamond Tricoat. El cuadro de instrumentos se reconfiguró con una nueva mejora multicolor y se introdujo un heads-up display como estándar solo en el acabado LTZ.   Los modelos de 2016 también experimentaron un aumento de precios. 
El GMC Yukon XL 2016 también ve cambios similares, con el nuevo paquete de alerta al conductor mejorado como una opción disponible en el acabado SLE, puerta elevadora, potencia, manos libres ahora empaquetadas en los acabados SLT, una función de flujo libre que reemplazó al paquete Premium, un asistente de mantenimiento de carril agregado a todos los adornos y dos nuevos colores prémium (Crimson Red Tintcoat y White Frost Tricoat) que reemplazan a Crystal Red Tintcoat y White Diamond Tricoat respectivamente. 
Chevrolet agregó las características apple CarPlay y Android Auto Capability al Suburban a partir de los modelos 2016. Sin embargo, solo se puede usar una de sus marcas de teléfonos a la vez, mientras que la opción Android Auto solo estará disponible en los acabados LT y LTZ con pantallas de 8 pulgadas. 
GM amplió las nuevas funciones 4G LTE (como la detección de fallas en la batería y el monitoreo de descuentos en el seguro en función del rendimiento del conductor) a los vehículos del año modelo 2016, incluido el Suburban, que GM citó como el vehículo más utilizado entre los suscriptores de datos.

### 2017
El año modelo 2017 Chevrolet Suburban recibió cambios actualizados después de que salió a la venta en agosto de 2016. Los recortes de nivel LS y LT se mantienen, pero el LTZ pasa a llamarse Premier, este último sirve como el equivalente al Yukon XL Denali. Los adornos LS también vieron eliminadas las letras "LS" con la insignia. Las nuevas características incluyen dos nuevos colores (Blue Velvet Metallic y Pepperdust Metallic), dos nuevas opciones de llantas de 22 pulgadas (unas llantas Silver de 7 radios con inserciones cromadas para todos los acabados; Llantas de aluminio mecanizado Ultra Bright con acabado Bright Silver solo para el acabado Premier), rieles cruzados de portaequipajes de techo negros (como parte del paquete Texas Edition y el paquete All-Season), persianas aerodinámicas activas delanteras (todas las molduras) y asientos con calefacción y ventilación (solo en el acabado Premier). El MyLink se actualizó para incorporar Teen Driver, App Shop, personalización del recordatorio del asiento trasero y frenado automático delantero a baja velocidad (como parte del paquete de alerta al conductor mejorado en el acabado LS, pero estándar en LT y Premier). El sistema de entretenimiento del asiento trasero se revisó para incluir una nueva función de voz en off de video para personas con discapacidad visual y auditiva, un conector HDMI / MHL, auriculares digitales, tecnología Digital Living Network Alliance (DLNA) incorporada en el sistema Wi-Fi y un segundo puerto USB con la capacidad de cargar hasta 2.1 amperios en la parte posterior de la consola. 
El año modelo 2017 Yukon XL también recibió cambios similares, pero con algunas excepciones. Se introdujeron dos nuevos colores, Dark Blue Sapphire Metallic y Mineral Metallic, este último exclusivo del Denali, que también agregó unas nuevas llantas de aluminio ultrabrillante de 22 pulgadas con pintura prémium plateada de medianoche y un head-up display a sus características. Las luces de fondo interiores cambiaron de rojo a azul. Los asientos del conductor y del pasajero delantero con calefacción y ventilación ahora son estándar en los acabados SLT y Denali.

### 2018
El año modelo 2018 Suburban tuvo algunas actualizaciones y eliminaciones. Las luces diurnas LED se convirtieron en estándar en todas las versiones, junto con un nuevo color, Havana Metallic y Satin Steel Metallic. El interior de Cocoa / Caoba que se combinó con el exterior Pepperdust Metallic se eliminó junto con la carga inalámbrica / inductiva del teléfono que formaba parte de los acabados de nivel Luxury y Texas Edition LT. El acabado a nivel de flota / comercial, que tenía menos características, se actualiza para incluir MyLink, HD Radio, centro de información para conductores multicolor, luces diurnas LED y un paquete opcional de alerta para el conductor. 
El Yukon Denali XL 2018 recibió una nueva parrilla con una apariencia en capas como las de sus marcas Acadia y Terrain 2018 rediseñadas, con faros de descarga de alta intensidad y luces diurnas LED. El diseño renovado proporciona un mejor flujo de aire al radiador, y cuando se necesita menos aire de refrigeración, las persianas detrás de la parrilla se cierran para mejorar la aerodinámica y aumentar la eficiencia. El interior presentaba nuevos adornos de madera de fresno que GMC dice que le dan a la cabina una apariencia más rica. Una nueva transmisión automática de 10 velocidades se acopló a su motor V-8 de 6.2 litros y 420 caballos de fuerza, reemplazando la transmisión de 8 velocidades.

### 2019
El Suburban 2019 tendrá Havana Metallic y Tungsten Metallic eliminados en favor de un nuevo color exterior Shadow Gray Metallic, mientras que el Premier de primera línea ahora tendrá el nombre en el portón trasero. El acabado LS continúa haciendo de HD Radio una característica estándar, pero se puede eliminar si los clientes optan por la función OnStar. 
El año modelo 2019 GMC Yukon XL agrega tres nuevos colores exteriores, Dark Sky Metallic, Pepperdust Metallic y Smokey Quartz Metallic, mientras que elimina otros dos, Mineral Metallic e Iridium Metallic. GMC también presenta dos nuevas características del paquete, Graphite Edition y Graphite Performance Edition, que estarán disponibles solo en el acabado de nivel SLT

### 2020
El Chevrolet Suburban 2020 eliminó el LT Signature Package y el LS All-Season Package, junto con el color Pepperdust Metallic, mientras que el GMC Yukon XL 2020 reemplazó su color Pepperdust Metallic con Carbon Black Metallic y no hizo cambios adicionales.

### Reconocimientos
El Suburban 2015 ocupó el tercer lugar entre los mejores SUV asequibles y el quinto entre los SUV asequibles con asientos de 3 filas por U.S. News & World Report, y estuvo entre los finalistas en el SUV del año de Motor Trend para 2015.  También recibió un MotorWeek Drivers' Choice Award 2015 al mejor SUV grande, mientras que Consumer Reports clasificó al Suburban como el mejor SUV con un asiento en la tercera fila, superando a sus competidores en esta categoría. 
El Chevrolet Suburban obtuvo el tercer lugar detrás del Tahoe y GMC Yukon en el Estudio de Confiabilidad de Vehículos de Potencia J.D. 2016 entre los SUV de tamaño completo, según las respuestas de los propietarios de los vehículos. 
Good Housekeeping nombró al Suburban 2018 como el "Mejor Auto Nuevo del Año 2018" en la categoría de SUV Grandes. En su revisión del vehículo de GH y su razón para la decisión de otorgar el SUV: "Ya sea que traigas a todo el equipo de fútbol a casa o muevas a los niños a la universidad, es un caballo de batalla más grande que la vida que puede manejar a tu equipo y todas sus cosas". 
Consumer Reports agregó el Suburban 2018 a su lista recomendada debido a los altos puntajes de satisfacción del propietario. 
El Suburban recibió una estrella del Paseo de la Fama de Hollywood el 5 de diciembre de 2019, uno de los dos objetos inanimados que se le otorgarán (Disneyland es el otro), por sus frecuentes apariciones en cine y televisión. Debido a que las regulaciones de la ciudad prohíben colocar nombres corporativos en las aceras públicas, incluido el Paseo de la Fama, la estrella se colocó en un área adyacente al Paseo de la Fama.

### Ventas
La undécima generación de Suburban vio un aumento en las ventas; abril de 2014 trajo un aumento del 109,8 %, con la mayoría de los concesionarios informando que los vehículos se venden dentro de los 10 días posteriores a la llegada al lote, con los clientes optando por el modelo LTZ completamente cargado, lo que lo convierte en una de las marcas más vendidas de Chevrolet en 2014.  La undécima generación de Suburban también es un éxito de ventas en Oriente Medio, donde en agosto de 2014 registró un aumento del 37 % en las ventas, con la mayoría de las compras procedentes de Arabia Saudita (65%), los Emiratos Árabes Unidos (15 %) y Catar (108 %).  A finales de septiembre de 2014, GM vendió más de 4101 unidades del Suburban (un 50,1% más), mientras que el Yukon XL registró 2165 unidades vendidas (un 64%), con GM presumiendo de que el 80% de los vehículos vendidos eran sus SUV grandes. 
En Canadá, las ventas del Suburban alcanzaron las 966 unidades (+43%) en 2014, aunque el Yukon XL es el más vendido en ese país con 1.760 vehículos vendidos (+50,3%) ese mismo año.  En general, representan el 70 por ciento de las ventas de SUV de GM Canadá para 2014. 
El 17 de agosto de 2015, GM confirmó planes para aumentar la producción de sus SUV grandes, especialmente en el Suburban / Yukon XL, debido a los precios más bajos de la gasolina y una mayor demanda de los vehículos. La medida también resultó en que su Asamblea de Arlington agregara más horas y aumentara su producción de 48,000 SUV a 60,000 en función de las horas de expansión y agregó turnos de horas extras los sábados. 
El MY Suburban 2017 experimentó su mayor aumento de ventas en enero de 2017, cuando registró una ganancia del 72.3% (5,634 unidades), la mayor cantidad desde enero de 2008, cuando tuvo el MY Suburban 2008.

## Ventas
A continuación se muestran las ventas anuales del modelo en el mercado estadounidense:
| Año  | Suburban | Yukon XL | Total   |
| ---- | -------- | -------- | ------- |
| 1998 | 108.933  | -        | 108,933 |
| 1999 | 138.977  | 1.857    | 140.834 |
| 2000 | 133.123  | 47.016   | 180.139 |
| 2001 | 154.782  | 70.706   | 225.488 |
| 2002 | 151.056  | 67.556   | 218.612 |
| 2003 | 135.222  | 70.887   | 206.109 |
| 2004 | 119.545  | 65.917   | 185.462 |
| 2005 | 87.011   | 53.652   | 140.663 |
| 2006 | 77.211   | 45.413   | 122.624 |
| 2007 | 83.673   | 45.303   | 128.976 |
| 2008 | 54.058   | 26.404   | 80.462  |
| 2009 | 41.055   | 16.819   | 57.874  |
| 2010 | 45.152   | 23.797   | 68,949  |
| 2011 | 49.427   | 25,223   | 74,650  |
| 2012 | 48.116   | 23,427   | 71,543  |
| 2013 | 51.260   | 31,258   | 82,518  |
| 2014 | 55.009   | 29,752   | 84,761  |
| 2015 | 50.866   | 31,334   | 82,200  |
| 2016 | 60.082   | 37,054   | 97,136  |
| 2017 | 56.516   | 35,059   | 91,575  |
| 2018 | 60.633   | -        | -       |
| 2019 | 51.928   | -        | -       |
| 2020 | 37.636   | -        | -       |
| 2021 | 48.214   | -        | -       |